# Karlssonstjärnen, Västerbotten
Karlssonstjärnen är en sjö i Norsjö kommun i Västerbotten och ingår i Skellefteälvens huvudavrinningsområde.